# Фрай, Юлиус
Юлиус Фрай (нем. Julius Frey; 25 октября 1881, Штутгарт — 28 августа 1960, там же) — немецкий пловец, чемпион летних Олимпийских игр 1900.
На Играх Фрай участвовал в двух плавательных дисциплинах — в командной гонке на 200 м и гонке на 200 м вольным стилем. В первом заплыве его команда стала лучшей на Играх, получив золотые медали. Во втором Фрай занял третье место, но он показал один из лучших результатов на этой стадии и прошёл в финал, где остановился на восьмой позиции.